# Solenopsis hostilis
Solenopsis hostilis é uma espécie de formiga do gênero Solenopsis, pertencente à subfamília Myrmicinae.